# Roland Flach
Roland Flach (* 31. Oktober 1944 in Enkhausen) ist ein deutscher Industriemanager.

## Leben und Wirken
Roland Flach schloss eine Ausbildung zum Industriekaufmann ab. Im Anschluss absolvierte er die staatliche wissenschaftliche Sozialakademie in Dortmund.
Flach war von 1963 bis 1989 bei verschiedenen Unternehmen der Warenhausbranche beschäftigt und leitete zuletzt fast alle Töchter des Waren- und Kaufhaus-Konzerns Hertie. Nach einigen Jahren der Selbstständigkeit im Bereich des Elektrohandels, unter anderem als Vorstand der damaligen Nürnberger Bund eG i.I. (diese Aufgabe übernahm Flach im Auftrag des Insolvenzverwalters der Genossenschaft), kam Flach 1999 zur WCM AG. Dabei brachte er die vormalige Nürnberger Bund (AG) in den Beteiligungsbesitz der WCM ein, deren Vorstandsvorsitzender er 2001 wurde. Zugleich übernahm Flach Mandate als Aufsichtsratsvorsitzender bzw. Mitglied des Aufsichtsrats verschiedener Beteiligungsgesellschaften der WCM AG.
Im Februar 2006 legte er das Amt des Aufsichtsratsvorsitzenden der Klöckner Werke AG nieder und übernahm zusätzlich zu den gleichen Aufgaben bei der WCM AG den Vorstandsvorsitz bei der Klöckner Werke AG. Vor dem Hintergrund der drohenden Insolvenz der WCM AG erklärte Flach am 26. Oktober 2006 seinen Rücktritt als ihr Vorstandsvorsitzender, behielt aber den Vorstandsvorsitz der Klöckner-Werke bei. Zum 31. Januar 2009 legte er das Amt des Aufsichtsratsvorsitzenden der KHS AG nieder, um zusätzlich zu den Aufgaben bei der Muttergesellschaft Klöckner Werke AG als Vorstandsvorsitzender die Geschäfte der KHS AG zu führen.
Zum 1. Januar 2012 trat Roland Flach in den Ruhestand. Sein Amt als Vorstandsvorsitzender der Tochtergesellschaft KHS AG hatte er bereits am 12. Januar 2011 an Matthias Niemeyer abgegeben. Seit Januar 2011 ist Flach Mitglied des Aufsichtsrats der KHS. Am 23. Mai 2013 wurde Flach in den Aufsichtsrat der Salzgitter AG berufen.

## Mandate im Überblick
- Klöckner Werke AG,
- KHS AG,
- RSE AG,
- Maag Holding AG,
- IVG Holding AG,
- Maternus Kliniken AG,
- YMOS AG,
- GEHAG AG,
- BHE AG,
- diverse Auslandsbeteiligungen und diverse Immobiliengesellschaften.

## Trivia
2002 benannte das Handelsblatt in einem Zeitungsartikel Flach als „Jäger des verborgenen Schatzes“, im Zusammenhang mit seiner Rolle als Großinvestor.